# Bogserbåtar (TV-serie)
Bogserbåtar (engelska: TUGS) är en brittisk TV-serie från 1989. Serien skapades av Robert D. Cardona och David Mitton, som tidigare arbetat med TV-serien Thomas och vännerna.

## Figurer
- Ten Cents
- Big Mac
- O.J.
- Top Hat
- Warrior
- Hercules
- Sunshine
- Captain Star
- Zorran
- Zebedee
- Zak
- Zug
- Zip
- Captain Zero